# Понинский, Станислав
Граф Станислав Костка Антоний Феликс Понинский (13 ноября 1781, Вжесня — 4 ноября 1847, Берлин) — польский землевладелец и полковник.

## Биография
Представитель польского шляхетского рода Понинских герба «Лодзя». Младший сын войского гнезненского Марцелия Понинского (1749—1817) и Розалии Грудзельской.
Учился в пиаристских школах, в Варшавской рыцарской школе (кадетском корпусе), затем изучал право и управление в Университете Галле. В 1803 году вернулся в Вжесню и занялся управлением отцовским имением.
В 1806 году после вступления в Великую Польшу французских войск Станислав Понинский сформировал 4-й полк пехоты Герцогства Варшавского. Получил чин полковника и участвовал в военной кампании 1806—1807 годов. Принимал участие в сражениях под Прейсиш-Элау, Гданьском и Фридландом, за что был награждён Крестом Virtuti Militari и Крестом Почётного Легиона. После заключения Тильзитского мира (1807) уволился с военной службы.
В 1808 году Станислав Понинский был членом военной комиссии в Познанском и Быдгощском департаментах Великого герцогства Варшавского. В связи с войной с Австрией в 1809 году он был назначен комиссаром повята пыздрского, а в 1811 году стал маршалком сеймика этого же повята.
В 1812 году — советник Познанского департамента. В 1817 году как близкий соратник князя Антония Радзивилла, наместника Великого герцогства Познанского, принимал участие в консультациях с прусским правительством в отношении администрации Великого герцогства Познанского и аграрных реформ, осуществление которых после 1823 года усиленно поддерживал.
В 1821 году Станислав Понинский помогал в создании Земского Кредитного Товарищества в Познани и стал его первым генеральным директором, исполнял свои обязанности до 1839 года.
В 1827—1837 годах — вице-маршалок, в 1837—1843 годах — маршалок провинциального сейма в Познани. Представлял консервативное направление, лояльное прусской администрации. В 1840 году получил титул графа Прусского королевства.
В последние годы Станислав Понинский активно занимался общественной деятельностью, с 1844 года был председателем Сельскохозяйственного общества в Вжесневском повяте.
4 ноября 1847 года скончался в Берлине, был похоронен на церковном кладбище в Вжесне.

## Семья и дети
В 1808 году женился на Анне Сераковской (ум. 1859), дочери Станислава Сераковского и Виктории Бнинской. Суруги имели двух сыновей и шесть дочерей:
- Эдвард (1810—1893)
- Болеслав (1814—1887)
- Розалия, 1-й муж — граф Юлиан Домбский, 2-й муж — Адольф Ланчинский
- Ядвига, муж с 1836 года Ян Непомуцен Немоевский (1803—1873)
- Паулина, муж с 1833 года Арсен Квилецкий (1805—1883)
- Северина, муж с 1838 года граф Станислав Жолтовский (1810—1867)
- Виктория (1825—1862), муж с 1843 года граф Эдвард Розновский (1814—1896)
- Аниела (1828—1875), муж с 1848 года граф Антоний Чарнецкий (1821—1886).